# 620-й стрелковый полк
620-й стрелковый полк — тактическое формирование Рабоче-крестьянской Красной армии в годы Великой Отечественной войны.

## История
29 декабря 1941 года в окрестностях села Ачит Свердловской области было начато формирование 1415-го стрелкового полка 435-й стрелковой дивизии, правопреемницей которого стала 102-я военная база. За годы Великой Отечественной войны полк с боями прошёл более 5000 километров, освободив свыше 170 населённых пунктов. Более 2000 офицеров и солдат дивизии были награждены орденами и медалями.
18 января 1942 года полк стал 620-м стрелковым и вошёл в состав 164-й стрелковой дивизии.
К 10 мая 1942 года полк закончил своё формирование и вошёл в состав 1-й резервной армии Западного фронта в районе Тулы. С лета 1942 года участвовал в боях.
22 октября 1944 года Указом Президиума Верховного Совета СССР за образцовое выполнение задания командования в боях с вооружёнными силами нацистской Германии при освобождении города Витебск, полк был награждён орденом Александра Невского.
Участие в ВОВ для полка завершилось в составе 164-й стрелковой дивизии 8-го стрелкового корпуса 4-й ударной армии в районе станции Липланки, где располагался до сентября 1945 года.
1 июля 1946 года 620-й стрелковый ордена Александра Невского полк был переформирован в 179-й отдельный стрелковый ордена Александра Невского батальон в составе 16-й отдельной стрелковой Витебской Краснознамённой бригады Уральского военного округа с местом дислокации в городе Чкалов.
В январе 1946 года соединение передислоцировано в город Ленинакан Армянской ССР.
1 ноября 1953 года 179-й отдельный стрелковый ордена Александра Невского батальон был переформирован в 229-й механизированный ордена Александра Невского полк в составе 73-й механизированной Витебской Краснознамённой дивизии.
1 июня 1957 года 229-й механизированный ордена Александра Невского полк был переименован в 344-й мотострелковый ордена Александра Невского полк и перемещён в город Ереван Армянской ССР, входя в состав 164-й мотострелковой дивизии 7-й гвардейской армии Закавказского военного округа.
1 июля 1992 года 344-й мотострелковый ордена Александра Невского полк переименован в 123-й мотострелковый ордена Александра Невского полк и вошёл в состав 127-й мотострелковой дивизии Закавказского военного округа.
31 марта 2009 года 123-й мотострелковый ордена Александра Невского полк был переформирован в 73-ю отдельную мотострелковую ордена Александра Невского бригаду.
1 апреля 2010 года в связи с организационно-штатными мероприятиями 73-я отдельная мотострелковая ордена Александра Невского бригада была переименована в 102-ю ордена Александра Невского военную базу с местом дислокации в городе Гюмри.